# Bernard Franklin
Bernard Wallis Franklin (Nagy-Britannia, Nagy-London, Battersea, 1889. november 10. – Nagy-Britannia, Nagy-London, Muswell Hill, 1937. január 2.) olimpiai bronzérmes brit tornász.
Az 1912. évi nyári olimpiai játékok, Stockholmban egy torna számban indult. Csapat összetettben bronzérmes lett.
Az 1920. évi nyári olimpiai játékok, Antwerpenben ismét egy torna számban indult. Csapat összetettben az 5. helyen végzett.
Harcolt az első világháborúban. A Royal Fusiliersben szolgált. A British War Medal és a Victory Medal kitüntetettje.